# صابوناوية
الصابوناوية (الاسم العلمي: Sapindeae) هي قبيلة من النباتات تتبع الفصيلة الصابونية من رتبة الورديات.

## أجناس الصابوناوية
- الصابونية